# Dendrobium triquetrum
Dendrobium triquetrum är en orkidéart som beskrevs av Henry Nicholas Ridley. Dendrobium triquetrum ingår i släktet Dendrobium, och familjen orkidéer. Inga underarter finns listade i Catalogue of Life.